# Sclerogenia serena
Sclerogenia serena är en fjärilsart som beskrevs av Butler 1879. Sclerogenia serena ingår i släktet Sclerogenia och familjen nattflyn. Inga underarter finns listade.